# KV 전차

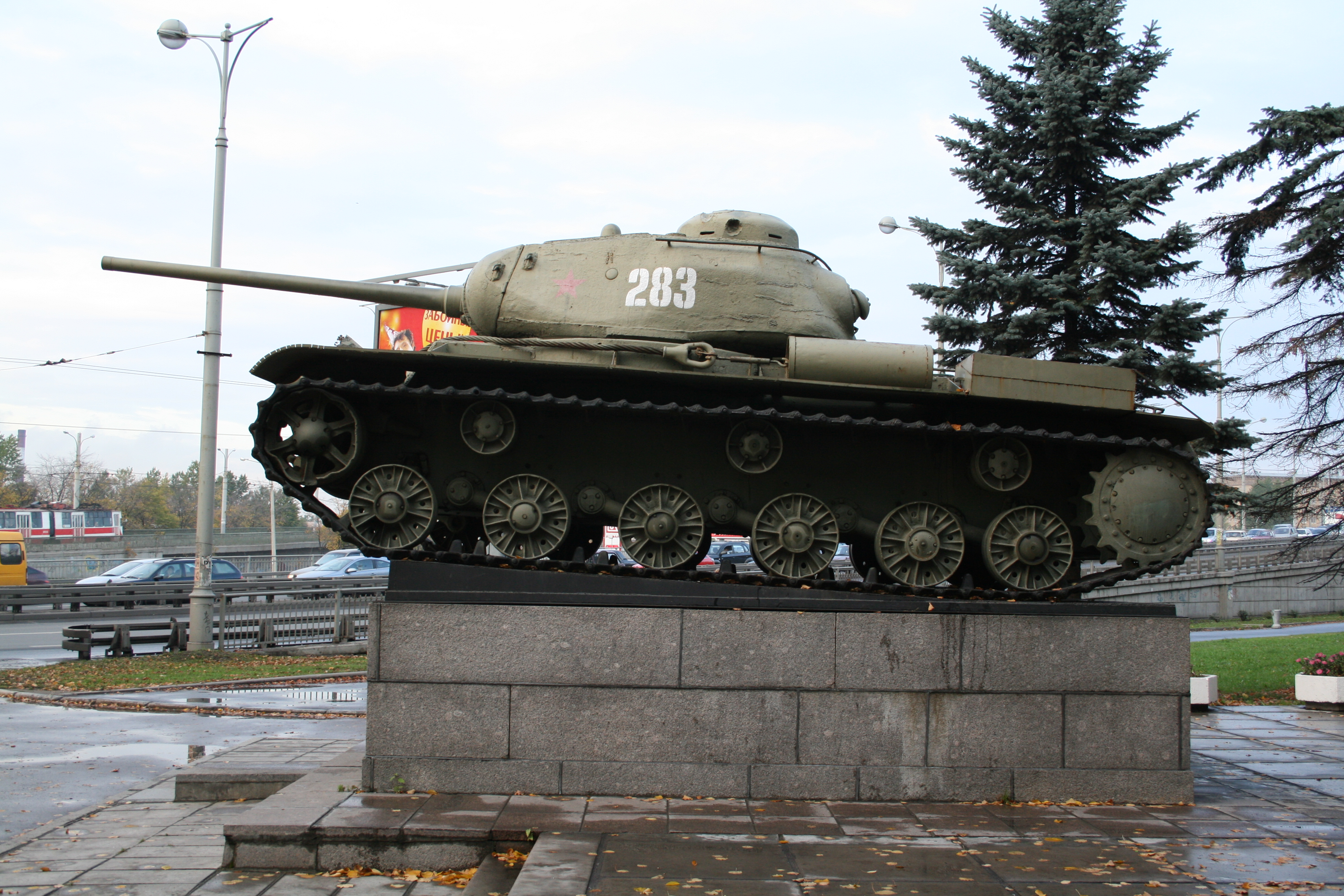
KV 전차와 IS 전차의 중간 역할을 해준 KV-85.

KV 전차(러시아어: КВ) 또는 클리멘트 보로실로프 전차(영어: Kliment Voroshilov tank)는 제2차 세계 대전 당시 붉은 군대를 지휘했던 클리멘트 보로실로프의 이름을 딴 소련의 중전차 계열이다. KV 전차들은 바르바로사 작전 초기 독일 전차들을 상대로 훌륭한 장갑과 무장을 갖춘 것으로 명성을 얻었다. 특히 일부 전투에서는 보병을 동원한 KV-1과 KV-2 전차 1대가 독일군 편대를 격파한 전적도 있었다. 1941년 바르바로사 작전 당시 독일제 전차들은 KV 전차들에 비해 성능이 뛰어나지 않아 독일군 장교들이 배치를 하지 않았으며, 독일군은 KV 전차를 "Colossus"라고 부르기도 했다.
KV 전차가 전선에서 활약하던 1941년, 독일군의 주력 대전차포였던 3.7 cm KwK 36와 곡사포 형태의 7.5 cm KwK 37은 3호 전차와 4호 전차에만 탑재되어 있었고, 이 포들을 상대로 KV 전차는 우수한 방호력을 가지고 있었다. 8.8 cm 대공포를 제외한 독일군의 무기 대부분은 KV 전차가 막아냈다.
1941년 6월 바르바로사 작전이 발발하기 이전 22,000대의 소련 전차 중 500대의 전차가 KV 전차였다. 그러나 전쟁이 진행됨에 따라 값비싼 KV 전차를 양산하는 것보다 작전능력이 더 뛰어난 T-34 중형전차를 양산하는 것이 모든 측면에서 낫다는 결론이 나왔다. T-34보다 KV 전차가 성능이 더 좋았던 것은 3인승 포탑이었다. KV 전차는 1943년까지 생산이 되었고, 이후 KV 전차의 생산과 부품은 IS 전차에 영향을 미쳤다.

## 같이 보기
- IS 전차